# Лонер AA
Лонер AA или Лонер 111.03 је једноседи аустроугарски ловачки авион који је производила фирма Лонер. Први лет авиона је извршен 1917. године. 

Размах крила је био 7,60 метара а дужина 6,35 метара. Био је наоружан са два митраљеза.

## Наоружање
| Наоружање авиона: Лонер        |   |
| Ватрено (стрељачко) наоружање  |   |
| Топ                            |   |
| Митраљез                       |   |
| Број и ознака митраљеза        | 2 |
| Бомбардерско наоружање (бомбе) |   |
| Ракетно наоружање (ракете)     |   |